# X Geminorum
W Geminorum är en pulserande variabel av Mira Ceti-typ  i stjärnbilden Tvillingarna. 
Stjärnan varierar mellan magnitud +7,5 och 13,8 med en period av 264,16 dygn. W Geminorum är en så kallad Tc-stjärna, med absorptionslinjer i sitt spektrum av den radioaktiva metallen teknetium.